# Île aux Bœufs (Oissel)
Pour les articles homonymes, voir Île aux Bœufs.
L'île aux Bœufs est une île sur la Seine, en France, appartement administrativement à Oissel et Tourville-la-Rivière.

## Description
Elle est située dans la continuité de l'île Mayeux et séparée par un bras de la Seine, appelé bras du Hamel à une presqu'île appelée île Adam.
Comme l'île Mayeux, elle est classée en zone naturelle d'intérêt écologique, faunistique et floristique (ZNIEFF) .

## Historique
L'île aux Bœufs est formée de 4 îles : l'île aux Bœufs d'origine, l'île Brequin, l'île Crocq et l'île Mayeux.
Cette île, qui a fait longtemps partie de la paroisse de Saint-Martin d'Oissel est appelée île Mérel (1360-1362), île as bœufs en l'eau de Seine (1362-1365), insula de Godeffroy, isle Godefroy, isle Gaudefroi (1470-1481- XVIe siècle, XVIIe siècle), isle Baudry (1478), isle du Chapitre (1550) puis île aux Bœufs à partir de 1744
Le 17 septembre 1914, le sergent Alphonse Leroy, du poste des garde-voies de l'île aux Bœufs, accompagné de 3 GVC (garde-voies et communications) de l'infanterie territoriale participent à la capture d'un commando allemand.
Le 9 juin 1940, les troupes françaises font sauter le pont de la route d'Oissel, le pont-route de Tourville-la-Rivière et le pont de chemin de fer d'Oissel.

## Lieux et monuments
- Tradition d'une implantation normande peut-être un camp viking du haut Moyen Âge [5].